# سرفونتن (بلژیک)
شهر سرفونتن (به فرانسوی: Cerfontaine) در شهرستان فیلیپ‌ویل  در استان نمور  در منطقه فدرال والوون در کشور بلژیک واقع شده‌است.